# Премія «Еммі» за найкращу жіночу роль у драматичному телесеріалі
Це список лауреатів і номінантів на премію «Еммі» за найкращу жіночу роль у драматичному телесеріалі.
Уперше премія в цій категорії була вручена 11 лютого 1954 року на 6-й церемонії нагородження премії «Еммі» акторці Ів Арден за роль Конні Брукс у серіалі «Наша міс Брукс». На перших церемоніях нагородження премії за кращу жіночу роль вручалися  акторкам як телебачення, так і радіо. Крім того, введення до 1954 року, її вручення було обумовлене тільки фактом виданих робіт номінованих акторок на телебаченні й не було пов'язано з конкретними ролями номінантів. У період з 1954 по 1965 роки премія в цій категорії не завжди мала жанровий розподіл, тому здебільшого на неї номінували акторок як драматичних, так і комедійних телесеріалів. З 1966 року на премію стали номінуватися виключно акторки драматичних телесеріалів. Однак у 1970, 1971 і 1972 роках на неї претендували виконавиці головних ролей у мінісеріалі або телефільмі, а в 1979, 1980, 1981 і 1992 роках — запрошені акторки в драматичному телесеріалі. За історію премія в цій категорії змінила кілька найменувань, допоки в 1975 році не отримала свою сучасну назву.

## Лауреати й номінанти
У таблицях нижче знаходяться імена переможців і номінантів на премію «Еммі» в категорії «Найкраща жіноча роль у драматичному телесеріалі».
| Значок | Значення                                              |
| ------ | ----------------------------------------------------- |
|        | Акторка, що перемогла                                 |
| #      | Найкраща жіноча роль у мінісеріалі або телефільмі     |
| §      | Найкраща запрошена акторка в драматичному телесеріалі |

### 1950-ті
| Рік                                                                                 | Номінант        | Роль              | Серіал                             | Телеканал |
| Найкраща зірка регулярного серіалу (акторка)                                        |                 |                   |                                    |           |
| 1954 (6-та)                                                                         | Ів Арден        | Конні Брукс       | Наша міс Брукс                     | CBS       |
| 1954 (6-та)                                                                         | Люсіль Болл     | Люсі Рікардо      | Я люблю Люсі                       | CBS       |
| 1954 (6-та)                                                                         | Лоретта Янґ     | Різні персонажі   | Шоу Лоретти Янґ                    | NBC       |
| 1954 (6-та)                                                                         | Діна Шор        | Грає саму себе    | Шоу Діни Шор                       | NBC       |
| 1954 (6-та)                                                                         | Імоджен Кока    | Різні персонажі   | Показ показів                      | NBC       |
| Найкраща жіноча роль у регулярному серіалі                                          |                 |                   |                                    |           |
| 1955 (7-ма)                                                                         | Лоретта Янґ     | Різні персонажі   | Шоу Лоретти Янґ                    | NBC       |
| 1955 (7-ма)                                                                         | Люсіль Болл     | Люсі Рікардо      | Я люблю Люсі                       | CBS       |
| 1955 (7-ма)                                                                         | Грейсі Аллен    | Грейсі Аллен      | Шоу Джорджа Бернса та Грейсі Аллен | CBS       |
| 1955 (7-ма)                                                                         | Енн Сотерн      | Сьюзі Макнамара   | Персональний секретар              | CBS       |
| 1955 (7-ма)                                                                         | Ів Арден        | Конні Брукс       | Наша міс Брукс                     | CBS       |
| Найкраща жіноча роль - тривале виконання                                            |                 |                   |                                    |           |
| 1956 (8-ма)                                                                         | Люсіль Болл     | Люсі Рікардо      | Я люблю Люсі                       | CBS       |
| 1956 (8-ма)                                                                         | Енн Сотерн      | Сьюзі Макнамара   | Персональний секретар              | CBS       |
| 1956 (8-ма)                                                                         | Грейсі Аллен    | Грейсі Аллен      | Шоу Джорджа Бернса та Грейсі Аллен | CBS       |
| 1956 (8-ма)                                                                         | Ів Арден        | Конні Брукс       | Наша міс Брукс                     | CBS       |
| 1956 (8-ма)                                                                         | Джин Геґен      | Маргарет Вільямс  | Звільніть місце для татуся         | ABC       |
| Найкраща тривала гра акторки                                                        |                 |                   |                                    |           |
| 1957 (9-та)                                                                         | Лоретта Янґ     | Різні персонажі   | Шоу Лоретти Янґ                    | NBC       |
| 1957 (9-та)                                                                         | Айда Лупіно     | Різні персонажі   | Театр «Чотири зірки»               | CBS       |
| 1957 (9-та)                                                                         | Джен Клейтон    | Еллен Міллер      | Лессі                              | CBS       |
| 1957 (9-та)                                                                         | Пеггі Вуд       | Мама              | Мама                               | CBS       |
| 1957 (9-та)                                                                         | Джейн Вайман    | Різні персонажі   | Театр біля каміна                  | NBC       |
| Найкраща тривала гра акторки в головній ролі в драматичному або комедійному серіалі |                 |                   |                                    |           |
| 1958 (10-та)                                                                        | Джейн Ваєтт     | Маргарет Андерсон | Батько знає краще                  | NBC       |
| 1958 (10-та)                                                                        | Айда Лупіно     | Ів Дрейк          | Містер Адамс та Ів                 | CBS       |
| 1958 (10-та)                                                                        | Ів Арден        | Ліза Геммонд      | Шоу Ів Арден                       | CBS       |
| 1958 (10-та)                                                                        | Джен Клейтон    | Еллен Міллер      | Лессі                              | CBS       |
| 1958 (10-та)                                                                        | Спрінґ Баїнґтон | Лілі Раскін       | Груднева наречена                  | CBS       |
| Найкраща жіноча роль у головній ролі (тривалий персонаж) в драматичному серіалі     |                 |                   |                                    |           |
| 1959 (11-та)                                                                        | Лоретта Янґ     | Різні персонажі   | Шоу Лоретти Янґ                    | NBC       |
| 1959 (11-та)                                                                        | Джун Локгарт    | Рут Мартін        | Лессі                              | CBS       |
| 1959 (11-та)                                                                        | Філліс Кірк     | Нора Чарльз       | Тонкий чоловік                     | NBC       |
| 1959 (11-та)                                                                        | Джейн Вайман    | Різні персонажі   | Театр біля каміна                  | NBC       |

### 1960-ті
| Рік                                                                   | Номінант          | Роль                 | Серіал                                                              | Телеканал |
| Найкраща гра акторки в серіалі (роль першого / другого плану)         |                   |                      |                                                                     |           |
| 1960 (12-та)                                                          | Джейн Ваєтт       | Маргарет Андерсон    | Батько знає краще                                                   | NBC       |
| 1960 (12-та)                                                          | Донна Рід         | Донна Стоун          | Шоу Донни Рід                                                       | ABC       |
| 1960 (12-та)                                                          | Тереза Райт       | Маргарет Бурк-Вайт   | NBC Sunday Showcase                                                 | NBC       |
| 1960 (12-та)                                                          | Лоретта Янґ       | Різні персонажі      | Шоу Лоретти Янґ                                                     | NBC       |
| Найкраща гра акторки в серіалі (головна роль)                         |                   |                      |                                                                     |           |
| 1961 (13-та)                                                          | Барбара Стенвік   | Різні персонажі      | Шоу Барбари Стенвік                                                 | NBC       |
| 1961 (13-та)                                                          | Донна Рід         | Донна Стоун          | Шоу Донни Рід                                                       | ABC       |
| 1961 (13-та)                                                          | Лоретта Янґ       | Різні персонажі      | Шоу Лоретти Янґ                                                     | NBC       |
| Найкраща тривала гра акторки в серіалі (головна роль)                 |                   |                      |                                                                     |           |
| 1962 (14-та)                                                          | Ширлі Бут         | Гейзел Бурк          | Гейзел                                                              | NBC       |
| 1962 (14-та)                                                          | Гертруда Берг     | Сара Грін            | Шоу Гертруди Берг                                                   | CBS       |
| 1962 (14-та)                                                          | Донна Рід         | Донна Стоун          | Шоу Донни Рід                                                       | ABC       |
| 1962 (14-та)                                                          | Мері Стюарт       | Джоанна Гарднер      | У пошуках завтрашнього дня                                          | CBS       |
| 1962 (14-та)                                                          | Кара Вільямс      | Ґледіс Портер        | Піт і Ґледіс                                                        | CBS       |
| 1963 (15-та)                                                          | Ширлі Бут         | Гейзел Бурк          | Гейзел                                                              | NBC       |
| 1963 (15-та)                                                          | Люсіль Болл       | Люсі Кармайкл        | Шоу Люсі                                                            | CBS       |
| 1963 (15-та)                                                          | Ширл Конвей       | Ліз Торп             | Медсестри                                                           | CBS       |
| 1963 (15-та)                                                          | Мері Тайлер Мур   | Лора Петрі           | Шоу Діка Ван Дайка                                                  | CBS       |
| 1963 (15-та)                                                          | Айрін Раян        | Бабуся               | Селючка з Беверлі-Гіллз                                             | CBS       |
| 1964 (16-та)                                                          | Мері Тайлер Мур   | Лора Петрі           | Шоу Діка Ван Дайка                                                  | CBS       |
| 1964 (16-та)                                                          | Ширлі Бут         | Гейзел Бурк          | Гейзел                                                              | NBC       |
| 1964 (16-та)                                                          | Патті Дьюк        | Кеті Лейн            | Шоу Петті Дьюк                                                      | ABC       |
| 1964 (16-та)                                                          | Айрін Раян        | Бабуся               | Селючка з Беверлі-Гіллз                                             | CBS       |
| 1964 (16-та)                                                          | Інгер Стівенс     | Кеті Голструм        | Дочка фермера                                                       | ABC       |
| Видатні індивідуальні досягнення у сфері розваг – актори та виконавці |                   |                      |                                                                     |           |
| 1965 (17-та)                                                          | Леонард Бернштейн | Диригент             | Молодіжні концерти Нью-Йоркської філармонії з Леонардом Бернштейном | CBS       |
| 1965 (17-та)                                                          | Лінн Фонтенн      | Фанні Боудіч Голмс   | Зал слави Голлмарка                                                 | NBC       |
| 1965 (17-та)                                                          | Альфред Лант      | Олівер Венделл Голмс | Зал слави Голлмарка                                                 | NBC       |
| 1965 (17-та)                                                          | Барбра Стрейзанд  | Грає саму себе       | Мене звати Барбра                                                   | CBS       |
| 1965 (17-та)                                                          | Дік Ван Дайк      | Роб Петрі            | Шоу Діка Ван Дайка                                                  | CBS       |
| 1965 (17-та)                                                          | Джулія Ендрюс     | Грає саму себе       | Шоу Енді Вільямса                                                   | NBC       |
| 1965 (17-та)                                                          | Джонні Карсон     | Ведучий              | The Tonight Show                                                    | NBC       |
| 1965 (17-та)                                                          | Гледіс Купер      | Маргарет Сент-Клер   | Шахраї                                                              | NBC       |
| 1965 (17-та)                                                          | Роберт Кут        | Тіммі Сент-Клер      | Шахраї                                                              | NBC       |
| 1965 (17-та)                                                          | Річард Кренна     | Джеймс Слеттері      | Люди Слеттері                                                       | CBS       |
| 1965 (17-та)                                                          | Джулі Гарріс      | Флоренс Найтінгейл   | Зал слави Голлмарка                                                 | NBC       |
| 1965 (17-та)                                                          | Боб Гоуп          | Грає самого себе     | Боб Груп презентує театр Клайслер                                   | NBC       |
| 1965 (17-та)                                                          | Дін Джаггер       | Альберт Вейт         | Містер Новак                                                        | NBC       |
| 1965 (17-та)                                                          | Денні Кей         | Грає самого себе     | Шоу Денні Кея                                                       | CBS       |
| 1965 (17-та)                                                          | Девід МакКаллум   | Ілля Курякін         | Агенти А.Н.К.Л                                                      | NBC       |
| 1965 (17-та)                                                          | Ред Скелтон       | Різні персонажі      | Шоу Реда Скелтона                                                   | CBS       |
| Найкраща тривала гра акторки в головній ролі в драматичному серіалі   |                   |                      |                                                                     |           |
| 1966 (18-та)                                                          | Барбара Стенвік   | Вікторія Барклі      | Велика долина                                                       | ABC       |
| 1966 (18-та)                                                          | Енн Френсіс       | Хані Вест            | Хані Вест                                                           | ABC       |
| 1966 (18-та)                                                          | Барбара Паркінс   | Бетті Андерсон Копд  | Пейтон-плейс                                                        | ABC       |
| 1967 (19-та)                                                          | Барбара Бейн      | Сіннамон Картер      | Місія нездійсненна                                                  | CBS       |
| 1967 (19-та)                                                          | Діана Рігг        | Емма Піл             | Месники                                                             | ABC       |
| 1967 (19-та)                                                          | Барбара Стенвік   | Вікторія Барклі      | Велика долина                                                       | ABC       |
| 1968 (20-та)                                                          | Барбара Бейн      | Сіннамон Картер      | Місія нездійсненна                                                  | CBS       |
| 1968 (20-та)                                                          | Діана Рігг        | Емма Піл             | Месники                                                             | ABC       |
| 1968 (20-та)                                                          | Барбара Стенвік   | Вікторія Барклі      | Велика долина                                                       | ABC       |
| 1969 (21-ша)                                                          | Барбара Бейн      | Сіннамон Картер      | Місія нездійсненна                                                  | CBS       |
| 1969 (21-ша)                                                          | Джоан Блонделл    | Лотті Гетфілд        | А ось і наречені                                                    | ABC       |
| 1969 (21-ша)                                                          | Пеггі Ліптон      | Джулі Барнс          | Загін «Стиляги»                                                     | ABC       |

### 1970-ті
| Рік          | Номінант             | Роль                              | Серіал                         | Телеканал |
| 1970 (22-га) | Сьюзен Гемпшир #     | Флер Монт                         | Сага про Форсайтів             | NET       |
| 1970 (22-га) | Джоан Блонделл       | Лотті Гетфілд                     | А ось і наречені               | ABC       |
| 1970 (22-га) | Пеггі Ліптон         | Джулі Барнс                       | Загін «Стиляги»                | ABC       |
| 1971 (23-тя) | Сьюзен Гемпшир #     | Сара Черчилль, герцогиня Мальборо | Перші Черчиллі                 | PBS       |
| 1971 (23-тя) | Лінда Крістал        | Вікторія Монтоя                   | Високий чагарник               | NBC       |
| 1971 (23-тя) | Пеггі Ліптон         | Джулі Барнс                       | Загін «Стиляги»                | ABC       |
| 1972 (24-та) | Гленда Джексон #     | Єлизавета І                       | Єлизавета: Королева англійська | PBS       |
| 1972 (24-та) | Пеггі Ліптон         | Джулі Барнс                       | Загін «Стиляги»                | ABC       |
| 1972 (24-та) | Сьюзен Сент-Джеймс   | Саллі МакМіллан                   | МакМіллан і дружина            | NBC       |
| 1973 (25-та) | Майкл Лернед         | Олівія Волтон                     | Волтони                        | CBS       |
| 1973 (25-та) | Лінда Дей Джордж     | Ліза Кейсі                        | Місія нездійсненна             | CBS       |
| 1973 (25-та) | Сьюзен Сент-Джеймс   | Саллі МакМіллан                   | МакМіллан і дружина            | NBC       |
| 1974 (26-та) | Майкл Лернед         | Олівія Волтон                     | Волтони                        | CBS       |
| 1974 (26-та) | Джин Марш            | Роуз Бак                          | Вгору та вниз сходами          | PBS       |
| 1974 (26-та) | Жанетт Нолан         | Саллі Фергус                      | Брудна Саллі                   | CBS       |
| 1975 (27-ма) | Джин Марш            | Роуз Бак                          | Вгору та вниз сходами          | PBS       |
| 1975 (27-ма) | Енджі Дікінсон       | Сюзанна «Пеппер» Андерсон         | Жінка-поліцейський             | NBC       |
| 1975 (27-ма) | Майкл Лернед         | Олівія Волтон                     | Волтони                        | CBS       |
| 1976 (28-ма) | Майкл Лернед         | Олівія Волтон                     | Волтони                        | CBS       |
| 1976 (28-ма) | Енджі Дікінсон       | Сюзанна «Пеппер» Андерсон         | Жінка-поліцейський             | NBC       |
| 1976 (28-ма) | Енн Міра             | Кейт МакШейн                      | Кейт Макшейн                   | CBS       |
| 1976 (28-ма) | Бренда Ваккаро       | Сара Ярнелл                       | Сара                           | CBS       |
| 1977 (29-та) | Ліндсі Ваґнер        | Джеймі Соммерс                    | Біонічна жінка                 | ABC       |
| 1977 (29-та) | Енджі Дікінсон       | Сюзанна «Пеппер» Андерсон         | Жінка-поліцейський             | NBC       |
| 1977 (29-та) | Кейт Джексон         | Сара Ярнелл                       | Ангели Чарлі                   | ABC       |
| 1977 (29-та) | Майкл Лернед         | Олівія Волтон                     | Волтони                        | CBS       |
| 1977 (29-та) | Сада Томпсон         | Сабріна Дункан                    | Сім'я                          | ABC       |
| 1978 (30-та) | Сада Томпсон         | Сабріна Дункан                    | Сім'я                          | ABC       |
| 1978 (30-та) | Мелісса Сью Андерсон | Мері Інґаллс                      | Будиночок у прерії             | NBC       |
| 1978 (30-та) | Фіоннула Фленаґан    | Моллі Калгейн                     | Як підкорили захід             | ABC       |
| 1978 (30-та) | Кейт Джексон         | Сара Ярнелл                       | Ангели Чарлі                   | ABC       |
| 1978 (30-та) | Майкл Лернед         | Олівія Волтон                     | Волтони                        | CBS       |
| 1978 (30-та) | Сьюзен Салліван      | Джулі Фарр                        | Мати дітей                     | ABC       |
| 1979 (31-ша) | Маріетта Гартлі §    | Керолайн Філдс                    | Неймовірний Халк               | CBS       |
| 1979 (31-ша) | Барбара Бел Ґеддес   | Міс Еллі Юінґ                     | Даллас                         | CBS       |
| 1979 (31-ша) | Ріта Морено §        | Ріта Капковіч                     | Досьє детектива Рокфорда       | NBC       |
| 1979 (31-ша) | Сада Томпсон         | Кейт Лоуренс                      | Сім'я                          | ABC       |

### 1980-ті
| Рік          | Номінант           | Роль               | Серіал                    | Телеканал  |
| 1980 (32-га) | Барбара Бел Ґеддес | Міс Еллі Юінґ      | Даллас                    | CBS        |
| 1980 (32-га) | Лорен Беколл §     | Кендалл Воррен     | Досьє детектива Рокфорда  | NBC        |
| 1980 (32-га) | Маріетта Гартлі §  | Алтея Морґан       | Досьє детектива Рокфорда  | NBC        |
| 1980 (32-га) | Сада Томпсон       | Кейт Лоуренс       | Сім'я                     | ABC        |
| 1980 (32-га) | Крісті Макнікол    | Летиція Лоуренс    | Сім'я                     | ABC        |
| 1981 (33-тя) | Барбара Бебкок §   | Грейс Гарднер      | Блюз Гілл-стріт           | NBC        |
| 1981 (33-тя) | Стефані Паверс     | Дженніфер Гарт     | Подружжя Гарт             | ABC        |
| 1981 (33-тя) | Майкл Лернед       | Мері Бенджамін     | Медсестра                 | CBS        |
| 1981 (33-тя) | Барбара Бел Ґеддес | Міс Еллі Юінґ      | Даллас                    | CBS        |
| 1981 (33-тя) | Лінда Грей         | Сью Еллен Юінґ     | Даллас                    | CBS        |
| 1981 (33-тя) | Вероніка Гемел     | Джойс Девенпорт    | Блюз Гілл-стріт           | NBC        |
| 1982 (34-та) | Майкл Лернед       | Мері Бенджамін     | Медсестра                 | CBS        |
| 1982 (34-та) | Вероніка Гемел     | Джойс Девенпорт    | Блюз Гілл-стріт           | NBC        |
| 1982 (34-та) | Деббі Аллен        | Лідія Ґрант        | Слава                     | NBC        |
| 1982 (34-та) | Стефані Паверс     | Дженніфер Гарт     | Подружжя Гарт             | ABC        |
| 1982 (34-та) | Мішель Лі          | Карен Фейрґейт     | Тиха пристань             | CBS        |
| 1983 (35-та) | Тайн Дейлі         | Мері Бет Лейсі     | Кегні та Лейсі            | CBS        |
| 1983 (35-та) | Деббі Аллен        | Лідія Ґрант        | Слава                     | NBC        |
| 1983 (35-та) | Лінда Еванс        | Крістал Керрінгтон | Династія                  | ABC        |
| 1983 (35-та) | Вероніка Гемел     | Джойс Девенпорт    | Блюз Гілл-стріт           | NBC        |
| 1983 (35-та) | Шерон Глесс        | Кріс Кегні         | Кегні та Лейсі            | CBS        |
| 1984 (36-та) | Тайн Дейлі         | Мері Бет Лейсі     | Кегні та Лейсі            | CBS        |
| 1984 (36-та) | Деббі Аллен        | Лідія Ґрант        | Слава                     | Syndicated |
| 1984 (36-та) | Джоан Коллінз      | Алексіс Колбі      | Династія                  | ABC        |
| 1984 (36-та) | Вероніка Гемел     | Джойс Девенпорт    | Блюз Гілл-стріт           | NBC        |
| 1984 (36-та) | Шерон Глесс        | Кріс Кегні         | Кегні та Лейсі            | CBS        |
| 1985 (37-ма) | Тайн Дейлі         | Мері Бет Лейсі     | Кегні та Лейсі            | CBS        |
| 1985 (37-ма) | Деббі Аллен        | Лідія Ґрант        | Слава                     | Syndicated |
| 1985 (37-ма) | Вероніка Гемел     | Джойс Девенпорт    | Блюз Гілл-стріт           | NBC        |
| 1985 (37-ма) | Шерон Глесс        | Кріс Кегні         | Кегні та Лейсі            | CBS        |
| 1985 (37-ма) | Анджела Ленсбері   | Джессіка Флетчер   | Вона написала вбивство    | CBS        |
| 1986 (38-ма) | Шерон Глесс        | Кріс Кегні         | Кегні та Лейсі            | CBS        |
| 1986 (38-ма) | Тайн Дейлі         | Мері Бет Лейсі     | Кегні та Лейсі            | CBS        |
| 1986 (38-ма) | Анджела Ленсбері   | Джессіка Флетчер   | Вона написала вбивство    | CBS        |
| 1986 (38-ма) | Елфрі Вудард       | Роксанна Тернер    | Сент-Елсвер               | NBC        |
| 1986 (38-ма) | Сібілл Шеперд      | Медді Гейс         | Агентство «Місячне сяйво» | ABC        |
| 1987 (39-та) | Шерон Глесс        | Кріс Кегні         | Кегні та Лейсі            | CBS        |
| 1987 (39-та) | Сьюзен Дей         | Грейс Ван Овен     | Закон Лос-Анджелеса       | NBC        |
| 1987 (39-та) | Джилл Айкенберрі   | Енн Келсі          | Закон Лос-Анджелеса       | NBC        |
| 1987 (39-та) | Тайн Дейлі         | Мері Бет Лейсі     | Кегні та Лейсі            | CBS        |
| 1987 (39-та) | Анджела Ленсбері   | Джессіка Флетчер   | Вона написала вбивство    | CBS        |
| 1988 (40-ва) | Тайн Дейлі         | Мері Бет Лейсі     | Кегні та Лейсі            | CBS        |
| 1988 (40-ва) | Сьюзен Дей         | Грейс Ван Овен     | Закон Лос-Анджелеса       | NBC        |
| 1988 (40-ва) | Джилл Айкенберрі   | Енн Келсі          | Закон Лос-Анджелеса       | NBC        |
| 1988 (40-ва) | Шерон Глесс        | Кріс Кегні         | Кегні та Лейсі            | CBS        |
| 1988 (40-ва) | Анджела Ленсбері   | Джессіка Флетчер   | Вона написала вбивство    | CBS        |
| 1989 (41-ша) | Дана Ділейні       | Коллін Мак-Мерфі   | Чайна-Біч                 | ABC        |
| 1989 (41-ша) | Сьюзен Дей         | Грейс Ван Овен     | Закон Лос-Анджелеса       | NBC        |
| 1989 (41-ша) | Джилл Айкенберрі   | Енн Келсі          | Закон Лос-Анджелеса       | NBC        |
| 1989 (41-ша) | Лінда Гамільтон    | Кетрін Чендлер     | Красуня і чудовисько      | CBS        |
| 1989 (41-ша) | Анджела Ленсбері   | Джессіка Флетчер   | Вона написала вбивство    | CBS        |

### 1990-ті
| Рік          | Номінант           | Роль                | Серіал                    | Телеканал      |
| 1990 (42-га) | Патріша Веттіг     | Ненсі Крігер Вестон | Тридцять-з-чимось         | ABC            |
| 1990 (42-га) | Дана Ділейні       | Коллін Мак-Мерфі    | Чайна-Біч                 | ABC            |
| 1990 (42-га) | Пайпер Лорі        | Кетрін Мартелл      | Твін Пікс                 | ABC            |
| 1990 (42-га) | Джилл Айкенберрі   | Енн Келсі           | Закон Лос-Анджелеса       | NBC            |
| 1990 (42-га) | Анджела Ленсбері   | Джессіка Флетчер    | Вона написала вбивство    | CBS            |
| 1991 (43-тя) | Патріша Веттіг     | Ненсі Крігер Вестон | Тридцять-з-чимось         | ABC            |
| 1991 (43-тя) | Шерон Глесс        | Розі О'Ніл          | Випробовування Розі О'Ніл | CBS            |
| 1991 (43-тя) | Анджела Ленсбері   | Джессіка Флетчер    | Вона написала вбивство    | CBS            |
| 1991 (43-тя) | Дана Ділейні       | Колінах Мак-Мерфі   | Чайна-Біч                 | ABC            |
| 1992 (44-та) | Дана Ділейні       | Коллін Мак-Мерфі    | Чайна-Біч                 | ABC            |
| 1992 (44-та) | Реджина Тейлор     | Лілі Гарпер         | Я полечу                  | NBC            |
| 1992 (44-та) | Ширлі Найт §       | Мелані Керрантс     | Закон і порядок           | NBC            |
| 1992 (44-та) | Кейт Нелліган §    | Сідні Карвер        | Шлях до Ейвонлі           | Disney Channel |
| 1992 (44-та) | Шерон Глесс        | Розі О'Ніл          | Випробовування Розі О'Ніл | CBS            |
| 1992 (44-та) | Анджела Ленсбері   | Джессіка Флетчер    | Вона написала вбивство    | CBS            |
| 1993 (45-та) | Кеті Бейкер        | Джилл Брок          | Застава фехтувальників    | CBS            |
| 1993 (45-та) | Свузі Керц         | Алекс Рід           | Сестри                    | NBC            |
| 1993 (45-та) | Реджина Тейлор     | Лілі Гарпер         | Я полечу                  | NBC            |
| 1993 (45-та) | Анджела Ленсбері   | Джессіка Флетчер    | Вона написала вбивство    | CBS            |
| 1993 (45-та) | Джанін Тернер      | Меггі О'Коннелл     | Північний бік             | CBS            |
| 1994 (46-та) | Сіла Ворд          | Тедді Рід           | Сестри                    | NBC            |
| 1994 (46-та) | Кеті Бейкер        | Джилл Брок          | Застава фехтувальників    | CBS            |
| 1994 (46-та) | Анджела Ленсбері   | Джессіка Флетчер    | Вона написала вбивство    | CBS            |
| 1994 (46-та) | Джейн Сеймур       | Мікаела Квін        | Доктор Квін. Жінка-лікар  | CBS            |
| 1994 (46-та) | Свузі Керц         | Алекс Рід           | Сестри                    | NBC            |
| 1995 (47-ма) | Кеті Бейкер        | Джилл Брок          | Застава фехтувальників    | CBS            |
| 1995 (47-ма) | Клер Дейнс         | Анжела Чейз         | Моє так зване життя       | ABC            |
| 1995 (47-ма) | Сіселі Тайсон      | Кейт Остін          | Солодке правосуддя        | NBC            |
| 1995 (47-ма) | Шеррі Стрінгфілд   | Сюзан Льюїс         | Швидка допомога           | NBC            |
| 1995 (47-ма) | Анджела Ленсбері   | Джессіка Флетчер    | Вона написала вбивство    | CBS            |
| 1996 (48-ма) | Кеті Бейкер        | Джилл Брок          | Застава фехтувальників    | CBS            |
| 1996 (48-ма) | Шеррі Стрінгфілд   | Сюзан Льюїс         | Швидка допомога           | NBC            |
| 1996 (48-ма) | Джилліан Андерсон  | Дейна Скаллі        | Цілком таємно             | FOX            |
| 1996 (48-ма) | Крістін Лахті      | Кейт Остін          | Чиказька надія            | CBS            |
| 1996 (48-ма) | Анджела Ленсбері   | Джессіка Флетчер    | Вона написала вбивство    | CBS            |
| 1997 (49-та) | Джилліан Андерсон  | Дейна Скаллі        | Цілком таємно             | FOX            |
| 1997 (49-та) | Крістін Лахті      | Кейт Остін          | Чиказька надія            | CBS            |
| 1997 (49-та) | Рома Дауні         | Моніка              | Дотик ангела              | CBS            |
| 1997 (49-та) | Шеррі Стрінгфілд   | Сюзан Льюїс         | Швидка допомога           | NBC            |
| 1997 (49-та) | Джуліанна Маргуліс | Керол Гетевей       | Швидка допомога           | NBC            |
| 1998 (50-та) | Крістін Лахті      | Кейт Остін          | Чиказька надія            | CBS            |
| 1998 (50-та) | Джуліанна Маргуліс | Керол Гетевей       | Швидка допомога           | NBC            |
| 1998 (50-та) | Рома Дауні         | Моніка              | Дотик ангела              | CBS            |
| 1998 (50-та) | Джейн Сеймур       | Мікаела Квін        | Доктор Квін. Жінка-лікар  | CBS            |
| 1998 (50-та) | Джилліан Андерсон  | Дейна Скаллі        | Цілком таємно             | FOX            |
| 1999 (51-ша) | Іді Фалко          | Кармела Сопрано     | Клан Сопрано              | HBO            |
| 1999 (51-ша) | Лоррейн Бракко     | Дженніфер Мелфі     | Клан Сопрано              | HBO            |
| 1999 (51-ша) | Джуліанна Маргуліс | Керол Гетевей       | Швидка допомога           | NBC            |
| 1999 (51-ша) | Джилліан Андерсон  | Дейна Скаллі        | Цілком таємно             | FOX            |
| 1999 (51-ша) | Крістін Лахті      | Кейт Остін          | Чиказька надія            | CBS            |

### 2000-ні
| Рік          | Номінант           | Роль              | Серіал                              | Телеканал |
| 2000 (52-га) | Сіла Ворд          | Лілі Меннінг      | Знову і знову                       | ABC       |
| 2000 (52-га) | Емі Бреннеман      | Емі Ґрей          | Справедлива Емі                     | CBS       |
| 2000 (52-га) | Лоррейн Бракко     | Дженніфер Мелфі   | Клан Сопрано                        | HBO       |
| 2000 (52-га) | Іді Фалко          | Кармела Сопрано   | Клан Сопрано                        | HBO       |
| 2000 (52-га) | Джуліанна Маргуліс | Керол Гетевей     | Швидка допомога                     | NBC       |
| 2001 (53-тя) | Іді Фалко          | Кармела Сопрано   | Клан Сопрано                        | HBO       |
| 2001 (53-тя) | Лоррейн Бракко     | Дженніфер Мелфі   | Клан Сопрано                        | HBO       |
| 2001 (53-тя) | Сіла Ворд          | Лілі Меннінг      | Знову і знову                       | ABC       |
| 2001 (53-тя) | Марг Гелгенбергер  | Кетрін Віллоус    | CSI: Місце злочину                  | CBS       |
| 2001 (53-тя) | Емі Бреннеман      | Емі Ґрей          | Справедлива Емі                     | CBS       |
| 2002 (54-та) | Еллісон Дженні     | Сі Джей Крегг     | Західне крило                       | NBC       |
| 2002 (54-та) | Рейчел Гріффітс    | Бренда Ченовіт    | Клієнт завжди мертвий               | HBO       |
| 2002 (54-та) | Френсіс Конрой     | Рут Фішер         | Клієнт завжди мертвий               | HBO       |
| 2002 (54-та) | Емі Бреннеман      | Емі Ґрей          | Справедлива Емі                     | CBS       |
| 2002 (54-та) | Дженніфер Гарнер   | Сідні Брістоу     | Шпигунка                            | ABC       |
| 2003 (55-та) | Іді Фалко          | Кармела Сопрано   | Клан Сопрано                        | HBO       |
| 2003 (55-та) | Дженніфер Гарнер   | Сідні Брістоу     | Шпигунка                            | ABC       |
| 2003 (55-та) | Френсіс Конрой     | Рут Фішер         | Клієнт завжди мертвий               | HBO       |
| 2003 (55-та) | Еллісон Дженні     | Сі Джей Крегг     | Західне крило                       | NBC       |
| 2003 (55-та) | Марг Гелгенбергер  | Кетрін Віллоус    | CSI: Місце злочину                  | CBS       |
| 2004 (56-та) | Еллісон Дженні     | Сі Джей Крегг     | Західне крило                       | NBC       |
| 2004 (56-та) | Ембер Темблін      | Джоан Джирарді    | Джоан з Аркадії                     | CBS       |
| 2004 (56-та) | Маріска Гарґітай   | Олівія Бенсон     | Закон і порядок: Спеціальний корпус | NBC       |
| 2004 (56-та) | Дженніфер Гарнер   | Сідні Брістоу     | Шпигунка                            | ABC       |
| 2004 (56-та) | Іді Фалко          | Кармела Сопрано   | Клан Сопрано                        | HBO       |
| 2005 (57-ма) | Патриція Аркетт    | Елісон Дюбуа      | Медіум                              | NBC       |
| 2005 (57-ма) | Френсіс Конрой     | Рут Фішер         | Клієнт завжди мертвий               | HBO       |
| 2005 (57-ма) | Маріска Гарґітай   | Олівія Бенсон     | Закон і порядок: Спеціальний корпус | NBC       |
| 2005 (57-ма) | Гленн Клоуз        | Моніка Роулінг    | ЩИТ                                 | FX        |
| 2005 (57-ма) | Дженніфер Гарнер   | Сідні Брістоу     | Шпигунка                            | ABC       |
| 2006 (58-ма) | Маріска Гарґітай   | Олівія Бенсон     | Закон і порядок: Спеціальний корпус | NBC       |
| 2006 (58-ма) | Кіра Седжвік       | Бренда Лі Джонсон | Шукачка                             | TNT       |
| 2006 (58-ма) | Френсіс Конрой     | Рут Фішер         | Клієнт завжди мертвий               | HBO       |
| 2006 (58-ма) | Джина Девіс        | Маккензі Аллен    | Жінка-президент                     | ABC       |
| 2006 (58-ма) | Еллісон Дженні     | Сі Джей Крегг     | Західне крило                       | NBC       |
| 2007 (59-та) | Саллі Філд         | Нора Вокер        | Брати і сестри                      | ABC       |
| 2007 (59-та) | Патриція Аркетт    | Елісон Дюбуа      | Медіум                              | NBC       |
| 2007 (59-та) | Маріска Гарґітай   | Олівія Бенсон     | Закон і порядок: Спеціальний корпус | NBC       |
| 2007 (59-та) | Кіра Седжвік       | Бренда Лі Джонсон | Шукачка                             | TNT       |
| 2007 (59-та) | Іді Фалко          | Кармела Сопрано   | Клан Сопрано                        | HBO       |
| 2007 (59-та) | Мінні Драйвер      | Делія Маллой      | Богаті                              | FX        |
| 2008 (60-та) | Гленн Клоуз        | Петті Г'юз        | Сутичка                             | FX        |
| 2008 (60-та) | Кіра Седжвік       | Бренда Лі Джонсон | Шукачка                             | TNT       |
| 2008 (60-та) | Голлі Гантер       | Грейс Ханадарко   | Врятувати Грейс                     | TNT       |
| 2008 (60-та) | Маріска Гарґітай   | Олівія Бенсон     | Закон і порядок: Спеціальний корпус | NBC       |
| 2008 (60-та) | Саллі Філд         | Нора Вокер        | Брати і сестри                      | ABC       |
| 2009 (61-ша) | Гленн Клоуз        | Петті Г'юз        | Сутичка                             | FX        |
| 2009 (61-ша) | Кіра Седжвік       | Бренда Лі Джонсон | Шукачка                             | TNT       |
| 2009 (61-ша) | Голлі Гантер       | Грейс Ханадарко   | Врятувати Грейс                     | TNT       |
| 2009 (61-ша) | Елізабет Мосс      | Пеггі Олсон       | Божевільні                          | AMC       |
| 2009 (61-ша) | Маріска Гарґітай   | Олівія Бенсон     | Закон і порядок: Спеціальний корпус | NBC       |
| 2009 (61-ша) | Саллі Філд         | Нора Вокер        | Брати і сестри                      | ABC       |

### 2010-ті
| Рік          | Номінант           | Роль                         | Серіал                              | Телеканал   |
| 2010 (62-га) | Кіра Седжвік       | Бренда Лі Джонсон            | Шукачка                             | TNT         |
| 2010 (62-га) | Маріска Гарґітай   | Олівія Бенсон                | Закон і порядок: Спеціальний корпус | NBC         |
| 2010 (62-га) | Джуліанна Маргуліс | Алісія Флоррік               | Гарна дружина                       | CBS         |
| 2010 (62-га) | Конні Бріттон      | Темі Тейлор                  | Нічні вогні п'ятниці                | DirecTV     |
| 2010 (62-га) | Гленн Клоуз        | Петті Г'юз                   | Сутичка                             | FX          |
| 2010 (62-га) | Дженьюарі Джонс    | Бетті Дрейпер                | Божевільні                          | AMC         |
| 2011 (63-тя) | Джуліанна Маргуліс | Алісія Флоррік               | Гарна дружина                       | CBS         |
| 2011 (63-тя) | Конні Бріттон      | Темі Тейлор                  | Нічні вогні п'ятниці                | DirecTV     |
| 2011 (63-тя) | Маріска Гарґітай   | Олівія Бенсон                | Закон і порядок: Спеціальний корпус | NBC         |
| 2011 (63-тя) | Кеті Бейтс         | Херріет «Херрі» Корн         | Закон Херрі                         | NBC         |
| 2011 (63-тя) | Елізабет Мосс      | Пеггі Олсон                  | Божевільні                          | AMC         |
| 2011 (63-тя) | Мірей Інес         | Сара Лінден                  | Убивство                            | AMC         |
| 2012 (64-та) | Клер Дейнс         | Керрі Метісон                | Батьківщина                         | Showtime    |
| 2012 (64-та) | Кеті Бейтс         | Херріет «Херрі» Корн         | Закон Херрі                         | NBC         |
| 2012 (64-та) | Елізабет Мосс      | Пеггі Олсон                  | Божевільні                          | AMC         |
| 2012 (64-та) | Мішель Докері      | Леді Мері Кроулі             | Абатство Даунтон                    | PBS         |
| 2012 (64-та) | Гленн Клоуз        | Петті Г'юз                   | Сутичка                             | DirecTV     |
| 2012 (64-та) | Джуліанна Маргуліс | Алісія Флоррік               | Гарна дружина                       | CBS         |
| 2013 (65-та) | Клер Дейнс         | Керрі Метісон                | Батьківщина                         | Showtime    |
| 2013 (65-та) | Віра Фарміґа       | Норма Бейтс                  | Мотель Бейтсів                      | A&E         |
| 2013 (65-та) | Конні Бріттон      | Рейна Джеймс                 | Нешвілл                             | ABC         |
| 2013 (65-та) | Керрі Вашингтон    | Олівія Поуп                  | Скандал                             | ABC         |
| 2013 (65-та) | Елізабет Мосс      | Пеггі Олсон                  | Божевільні                          | AMC         |
| 2013 (65-та) | Робін Райт         | Клер Андервуд                | Картковий будинок                   | Netflix     |
| 2013 (65-та) | Мішель Докері      | Леді Мері Кроулі             | Абатство Даунтон                    | PBS         |
| 2014 (66-та) | Джуліанна Маргуліс | Алісія Флоррік               | Гарна дружина                       | CBS         |
| 2014 (66-та) | Керрі Вашингтон    | Олівія Поуп                  | Скандал                             | ABC         |
| 2014 (66-та) | Робін Райт         | Клер Андервуд                | Картковий будинок                   | Netflix     |
| 2014 (66-та) | Ліззі Каплан       | Вірджинія Джонсон            | Майстри сексу                       | Showtime    |
| 2014 (66-та) | Клер Дейнс         | Керрі Метісон                | Батьківщина                         | Showtime    |
| 2014 (66-та) | Мішель Докері      | Леді Мері Кроулі             | Абатство Даунтон                    | PBS         |
| 2015 (67-ма) | Віола Девіс        | Анналіза Кітінг              | Як уникнути покарання за вбивство   | ABC         |
| 2015 (67-ма) | Робін Райт         | Клер Андервуд                | Картковий будинок                   | Netflix     |
| 2015 (67-ма) | Тараджі Генсон     | Кукі Лайон                   | Імперія                             | FOX         |
| 2015 (67-ма) | Елізабет Мосс      | Пеггі Олсон                  | Божевільні                          | AMC         |
| 2015 (67-ма) | Клер Дейнс         | Керрі Метісон                | Батьківщина                         | Showtime    |
| 2015 (67-ма) | Тетяна Маслані     | Різні персонажі              | Чорна сирітка                       | BBC America |
| 2016 (68-ма) | Тетяна Маслані     | Різні персонажі              | Чорна сирітка                       | BBC America |
| 2016 (68-ма) | Кері Расселл       | Елізабет Дженнінгз           | Американці                          | FX          |
| 2016 (68-ма) | Робін Райт         | Клер Андервуд                | Картковий будинок                   | Netflix     |
| 2016 (68-ма) | Віола Девіс        | Анналіза Кітінг              | Як уникнути покарання за вбивство   | ABC         |
| 2016 (68-ма) | Клер Дейнс         | Керрі Метісон                | Батьківщина                         | Showtime    |
| 2016 (68-ма) | Тараджі Генсон     | Кукі Лайон                   | Імперія                             | FOX         |
| 2017 (69-та) | Елізабет Мосс      | Джун Озборн / Фредова        | Оповідь служниці                    | Hulu        |
| 2017 (69-та) | Клер Фой           | Єлизавета ІІ                 | Корона                              | Netflix     |
| 2017 (69-та) | Робін Райт         | Клер Андервуд                | Картковий будинок                   | Netflix     |
| 2017 (69-та) | Кері Расселл       | Елізабет Дженнінгз           | Американці                          | FX          |
| 2017 (69-та) | Віола Девіс        | Анналіза Кітінг              | Як уникнути покарання за вбивство   | ABC         |
| 2017 (69-та) | Еван Рейчел Вуд    | Долорес Абернаті             | Край «Дикий Захід»                  | HBO         |
| 2018 (70-та) | Клер Фой           | Єлизавета ІІ                 | Корона                              | Netflix     |
| 2018 (70-та) | Елізабет Мосс      | Джун Озборн / Фредова        | Оповідь служниці                    | Hulu        |
| 2018 (70-та) | Еван Рейчел Вуд    | Долорес Абернаті             | Край «Дикий Захід»                  | HBO         |
| 2018 (70-та) | Кері Расселл       | Елізабет Дженнінгз           | Американці                          | FX          |
| 2018 (70-та) | Сандра О           | Єва Поластрі                 | Вбиваючи Єву                        | BBC America |
| 2018 (70-та) | Тетяна Маслані     | Різні персонажі              | Чорна сирітка                       | BBC America |
| 2019 (71-ша) | Джоді Комер        | Оксана Астанкова / Вілланель | Вбиваючи Єву                        | BBC America |
| 2019 (71-ша) | Сандра О           | Єва Поластрі                 | Вбиваючи Єву                        | BBC America |
| 2019 (71-ша) | Лора Лінні         | Венді Бьорд                  | Озарк                               | Netflix     |
| 2019 (71-ша) | Робін Райт         | Клер Андервуд                | Картковий будинок                   | Netflix     |
| 2019 (71-ша) | Емілія Кларк       | Данерис Таргарієн            | Гра престолів                       | HBO         |
| 2019 (71-ша) | Віола Девіс        | Анналіза Кітінг              | Як уникнути покарання за вбивство   | ABC         |
| 2019 (71-ша) | Менді Мур          | Ребекка Пірсон               | Це — ми                             | NBC         |

### 2020-ті
| Рік          | Номінант          | Роль                         | Серіал           | Телеканал   |
| 2020 (72-га) | Зендая            | Ру Беннетт                   | Ейфорія          | HBO         |
| 2020 (72-га) | Дженніфер Еністон | Алекс Леві                   | Ранкове шоу      | Apple TV+   |
| 2020 (72-га) | Лора Лінні        | Венді Бьорд                  | Озарк            | Netflix     |
| 2020 (72-га) | Олівія Колман     | Єлизавета ІІ                 | Корона           | Netflix     |
| 2020 (72-га) | Джоді Комер       | Оксана Астанкова / Вілланель | Вбиваючи Єву     | BBC America |
| 2020 (72-га) | Сандра О          | Єва Поластрі                 | Вбиваючи Єву     | BBC America |
| 2021 (73-тя) | Олівія Колман     | Єлизавета ІІ                 | Корона           | Netflix     |
| 2021 (73-тя) | Емма Коррін       | Діана, принцеса Уельська     | Корона           | Netflix     |
| 2021 (73-тя) | Елізабет Мосс     | Джун Озборн / Фредова        | Оповідь служниці | Hulu        |
| 2021 (73-тя) | Емджей Родрігес   | Бланка Родрігес              | Поза             | FX          |
| 2021 (73-тя) | Узо Адуба         | Брук Тейлор                  | Пацієнти         | HBO         |
| 2021 (73-тя) | Джурні Смоллетт   | Летиція «Леті» Льюїс         | Країна Лавкрафта | HBO         |
| 2022 (74-та) | Зендая            | Ру Беннетт                   | Ейфорія          | HBO         |
| 2022 (74-та) | Мелані Лінскі     | Шона Садекі                  | Шершні           | Showtime    |
| 2022 (74-та) | Різ Візерспун     | Бредлі Джексон               | Ранкове шоу      | Apple TV+   |
| 2022 (74-та) | Лора Лінні        | Венді Бьорд                  | Озарк            | Netflix     |
| 2022 (74-та) | Джоді Комер       | Оксана Астанкова / Вілланель | Вбиваючи Єву     | BBC America |
| 2022 (74-та) | Сандра О          | Єва Поластрі                 | Вбиваючи Єву     | BBC America |

## Акторки з кількома перемогами
| 4 перемоги - Тайн Дейлі - Майкл Лернед 3 перемоги - Барбара Бейн - Кеті Бейкер - Іді Фалко - Лоретта Янґ | 2 перемоги - Гленн Клоуз - Клер Дейнс - Дана Ділейні - Шерон Глесс - Сьюзен Гемпшир - Еллісон Дженні - Джуліанна Маргуліс - Барбара Стенвік - Сіла Ворд - Патріша Веттіг - Джейн Ваєтт |

## Акторки з кількома номінаціями
| 12 номінацій - Анджела Ленсбері 8 номінацій - Шерон Глесс - Маріска Гарґітай - Майкл Лернед - Джуліанна Маргуліс - Елізабет Мосс 6 номінацій - Тайн Дейлі - Клер Дейнс - Іді Фалко - Робін Райт - Лоретта Янґ 5 номінацій - Гленн Клоуз - Вероніка Гемел - Кіра Седжвік | 4 номінації - Деббі Аллен - Джилліан Андерсон - Кеті Бейкер - Френсіс Конрой - Віола Девіс - Дана Ділейні - Джилл Айкенберрі - Дженніфер Гарнер - Еллісон Дженні - Крістін Лахті - Сандра О - Пеггі Ліптон - Барбара Стенвік - Сада Томпсон | 3 номінації - Барбара Бейн - Барбара Бел Юеддес - Лоррейн Бракко - Емі Бреннеман - Конні Бріттон - Джен Клейтон - Сьюзен Дей - Лора Лінні - Енджі Дікінсон - Мішель Докері - Саллі Філд - Тетяна Маслані - Джоді Комер - Кері Рассел - Шеррі Стрінгфілд - Сіла Ворд | 2 номінації - Патриція Аркетт - Кеті Бейтс - Джоан Блонделл - Олівія Колман - Рома Дауні - Клер Фой - Сьюзен Гемпшир - Марг Гелгенбергер - Тараджі Генсон - Голлі Гантер - Кейт Джексон - Свузі Керц - Джин Марш - Стефані Паверс - Діана Рігг - Сьюзен Сент-Джеймс - Джейн Сеймур - Реджина Тейлор - Керрі Вашингтон - Патріша Веттіг - Еван Рейчел Вуд - Джейн Вайман - Джейн Ваєтт |